# Linkeus (syn Afareusa)
Linkeus (także Lynkeus, Lynceus, Linceusz; gr. Λυγκεύς Lynkeús, Λυγκέας Lynkéas, łac. Lynceus, lynx ‘ryś’) – w mitologii greckiej jeden z Argonautów i uczestników łowów na dzika kalidońskiego.
Uchodził za syna Afareusa i jego żony Arene. Miał brata Idasa i kuzynów Dioskurów. Był obdarzony bystrym wzrokiem. Na pokładzie Argo pełnił funkcję pilota.